# 南沙織 THE BEST 〜 Cynthia-ly
『南沙織 THE BEST 〜 Cynthia-ly』（みなみさおり ザ・ベスト シンシアリー）は南沙織のSuper Audio CD仕様のベスト・アルバム。2003年11月19日発売。発売元はソニー・ミュージックダイレクト。規格品番はMHCL-10003。

## 解説
CD帯コピー：君の声を聴きながら、僕たちは大人になった。
南沙織にとって初めてSuper Audio CD（SA-CD）で発売されたベスト・アルバムである。DSD（Direct Stream Digital）フォーマットでのリマスタリング音源。2層構造のハイブリッド・ディスクとなっており、一般のCDプレーヤーによるステレオ2チャンネル再生のほか、SA-CD対応プレーヤーでは高音質での再生が可能となる。ただし、マルチチャンネル（サラウンド）ではない。同じくSA-CD仕様で、太田裕美（MHCL-10001）と吉田拓郎（MHCL-10002）のベスト・アルバムが同時発売された。
収録曲はほぼ全曲が1970年代のシングルレコードA面曲で占められているが、シングル関連以外では1972年のスタジオ・アルバム『早春のハーモニー』所収の「あの場所から」と、1977年のスタジオ・アルバム『Hello!Cynthia』所収で本アルバムにて初CD化となった「シングル・ルーム」が収録された。
曲順はシングル盤の発売順でなく、ところどころ季節ごとにまとめられている。収録が見送られたシングルA面曲は「カリフォルニアの青い空」「夜霧の街」「女性」「ひとねむり」「気がむけば電話して／ふりむいた朝」「青春に恥じないように」「愛はめぐり逢いから」の7タイトル計8曲。ほか、1990年代のCDシングルA面曲も収録していない。
歌詞ブックレットの巻末にはSuper Audio CD（SA-CD）、DSD（Direct Stream Digital）、ディスク構造についての詳細を掲載。ブックレット中の文字、フォトグラフに加え、CDトレイ下とCDレーベル面（同絵柄）がすべて黄緑色で統一されている。

## 収録曲
1. 潮風のメロディ（3:30）
  - 作詞: 有馬三恵子、作曲・編曲: 筒美京平
2. 人恋しくて（4:25）
  - 作詞: 中里綴、作曲: 田山雅充、編曲: 水谷公生
3. 純潔（3:03）
  - 作詞: 有馬三恵子、作曲・編曲: 筒美京平
4. 傷つく世代（2:40）　
  - 作詞: 有馬三恵子、作曲・編曲: 筒美京平
5. 木枯しの精（3:09）
  - 作詞・作曲: 丸山圭子、編曲: 萩田光雄
6. 哀愁のページ（2:50）
  - 作詞: 有馬三恵子、作曲・編曲: 筒美京平
7. 色づく街（2:53）
  - 作詞: 有馬三恵子、作曲・編曲: 筒美京平
8. 17才（2:47）
  - 作詞: 有馬三恵子、作曲・編曲: 筒美京平
9. ともだち（3:10）
  - 作詞: 有馬三恵子、作曲・編曲: 筒美京平
10. 哀しい妖精（3:44）
  - 作詞: 松本隆、作曲: Janis Ian、編曲: 萩田光雄
11. 春の予感‐I've been mellow‐（3:10）
  - 作詞・作曲・編曲: 尾崎亜美
12. 早春の港（2:52）
  - 作詞: 有馬三恵子、作曲・編曲: 筒美京平
13. 愛なき世代（4:31）
  - 作詞: 松本隆、作曲: 木戸一成、編曲: 川村栄二
14. 想い出通り（2:36）
  - 作詞: 有馬三恵子、作曲: 筒美京平、編曲: 萩田光雄
15. ひとかけらの純情（3:07）
  - 作詞: 有馬三恵子、作曲・編曲: 筒美京平
16. 夏の感情（2:43）
  - 作詞: 有馬三恵子、作曲・編曲: 筒美京平
17. バラのかげり（3:15）
  - 作詞: 有馬三恵子、作曲・編曲: 筒美京平
18. あの場所から（3:03）
  - 作詞: 山上路夫、作曲: 筒美京平、編曲: 高田弘
  - 5枚目のスタジオ・アルバム『早春のハーモニー』（SOLL-26）収録
19. Ms.（ミズ）（3:55）
  - 作詞: 有馬三恵子、作曲・編曲: 筒美京平
20. 街角のラブソング（3:25）
  - 作詞・作曲: つのだひろ、編曲: 萩田光雄
21. ゆれる午後（3:33）
  - 作詞: 有馬三恵子、作曲: 筒美京平、編曲: 萩田光雄
22. シングル・ルーム（4:00）
  - 作詞: 岡田冨美子、作曲: 梅垣達志、編曲: 萩田光雄
  - 17枚目のスタジオ・アルバム『Hello!Cynthia』（25AH-273）収録
23. グッバイガール（3:32）
  - 作詞・作曲: David Gates、訳詞: 中里綴、編曲: 川村栄二

## 関連作品
初CD化音源が含まれたベスト・アルバム、CD-BOX
- 南沙織のすべて
- 南沙織ベスト Recall 〜28 SINGLES SAORI + 1〜
- Cynthia Memories
- GOLDEN J-POP/THE BEST 南沙織
- CYNTHIA ANTHOLOGY
- GOLDEN☆BEST 南沙織 筒美京平を歌う
- CYNTHIA ALIVE